# Paul Éluard
Paul Éluard (eredeti neve Eugène Émile Paul Grindel, Saint-Denis, 1895. december 14. – Charenton-le-Pont, 1952. november 18.) francia költő.

## Élete

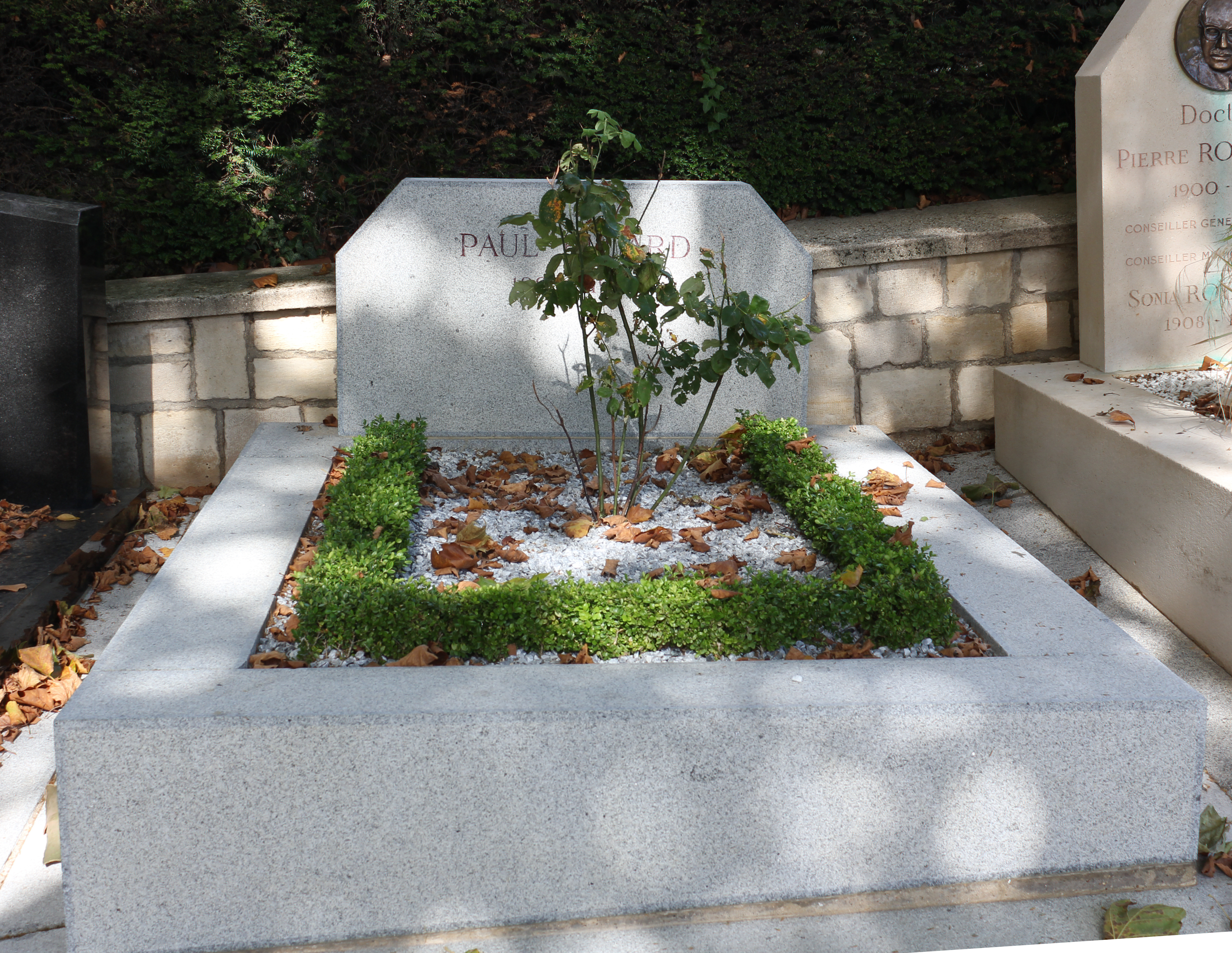
Paul Éluard sírja a párizsi Père-Lachaise temetőben

Apja, Clément Grindel számvivő, anyja, Jeanne Cousin varrónő volt. 12 éves korától Párizsban élt. 16 évesen gümőkórt kapott, ezért abbahagyta tanulmányait. 1912 decemberétől 1914 februárjáig Davosban, egy svájci szanatóriumban gyógyult anyja társaságában. Ez idő alatt, 1913-ban jelent meg első verseskötete Premiers Poèmes címmel. Első felesége az orosz származású Helena Dmitrievna Delouvina Diakonova volt, akivel 1917-ben házasodott össze és aki később mint Salvador Dalí felesége, Gala Dalí vált ismertté. Válásukat hivatalosan 1936-ban mondták ki.
Éluard az első világháborút a fronton töltötte. Az 1920-as években csatlakozott a dadaistákhoz, majd a szürrealistákhoz, csoportjuktól az 1930-as évek végén eltávolodott a spanyol polgárháború miatt és politikai okokból. 1927-ben más szürrealistákkal, mint Louis Aragon és André Breton, belépett Francia Kommunista Pártba, ahonnan 1933-ban kizárták, részben Le Surréalisme au service de la révolution címmel megjelent cikke miatt. Második felesége Nusch (született Maria Benz) volt, akivel 1934-ben házasodtak össze egészen a nő haláláig, 1946-ig együtt éltek. Barátja volt Pablo Picasso, aki illusztrációkat is készített Éluard köteteihez.
1942-ben ismét belépett a Francia Kommunista Pártba, és részt vett a francia ellenállásban. A háborút követően Éluard aktív részt vállalt a nemzetközi kommunista mozgalomban, mint a kultúra követe. Járt Nagy-Britanniában, Belgiumban, Csehszlovákiában, Mexikóban és Oroszországban, de az Egyesült Államokba nem jutott el, mivel kommunistaként megtagaták tőle a vízumot. 1949-ben Mexikóban ismerkedett meg Dominique Laure-ral, akivel 1951-ben házasodtak össze. Egy évvel később
Charenton-le-Pont-ban hunyt el szívroham következtében. Sírja a párizsi Père-Lachaise temetőben található.

## Alkotói korszakai
Dadaista korszaka – kísérletezések kora
- Kötelesség és nyugtalanság (Le Devoir et l’Inquiétude, 1917) első jelentősebb kötete volt[5]

Szürrealista korszak – az 1930-as évek közepéig
Fontosabb kötetei:
- A fájdalom fővárosa (Capitale de la douleur, 1926)
- Szeplőtelen fogantatás (L’Immaculée Conception, 1930)

Korszakváltás – a spanyol polgárháború és a fasizmus korának termése
Fontosabb kötetei:
- A közvetlen élet (La Vie immédiate, 1932)
- Termékeny szemek (Les yeux fertiles, 1936)
- Nyitott könyv (Le livre ouvert, 1940)

Utolsó korszak
Fontosabb kötetei:
- Egy ember látkörétől mindenki látköréig (À l'intérieur de la vue, 1948)
- Politikai költemények (Poèmes politiques, 1948)
- Erkölcsi lecke (Une leçon de morale, 1950)
- Mindent elmondani (Pouvoir tout dire, 1951)

Követett eszméi:
- Humanizmus, fasizmus elleni harc, aktív békeharc, melyért 1953 posztumusz Nemzetközi Békedíjat kapott.
- Valóság és világ átalakításáért folytatott harc, mely műveiben megszólal.

## Magyarul
- Mindent elmondani. Válogatott versek; ford. Somlyó György; Szépirodalmi, Bp., 1954
- Paul Eluard versei; vál., jegyz. Somlyó György, ford. Illyés Gyula, Rónay György, Somlyó György, utószó Illyés Gyula, bev. Aragon, ill. Picasso, Matisse; Magyar Helikon, Bp., 1960
- Nappalunknál jobb az éjszakánk; ford. Illyés Gyula, Rónay György, Somlyó György; Magyar Helikon–Európa, Bp., 1967
- A körülmények és a költészet; vál, utószó, jegyz. Fodor István, ford. Csűrös Klára, Kiss Sándor, Vigh Árpád; Gondolat, Bp., 1972
- Paul Éluard versei; ford. Illyés Gyula, Rónay György, Somlyó György; Európa, Bp., 1977 (Lyra mundi) ISBN 963-07-1344-6
- Paul Éluard válogatott versei; vál., szerk. Somlyó György, ford. Garai Gábor et al.; Kozmosz Könyvek, Bp., 1982 (A világirodalom gyöngyszemei) ISBN 963-211-516-3

## Monográfia
- Ferenczi László: Éluard; Gondolat, Bp., 1970